# Hōshō Kurō
Hōshō Kurō Tomoharu (jap. 宝生 九郎 知栄; Spitzname: Fukagawa-san, * 10. Juli 1837; † 9. März 1917) war ein japanischer Nō-Schauspieler.

## Leben

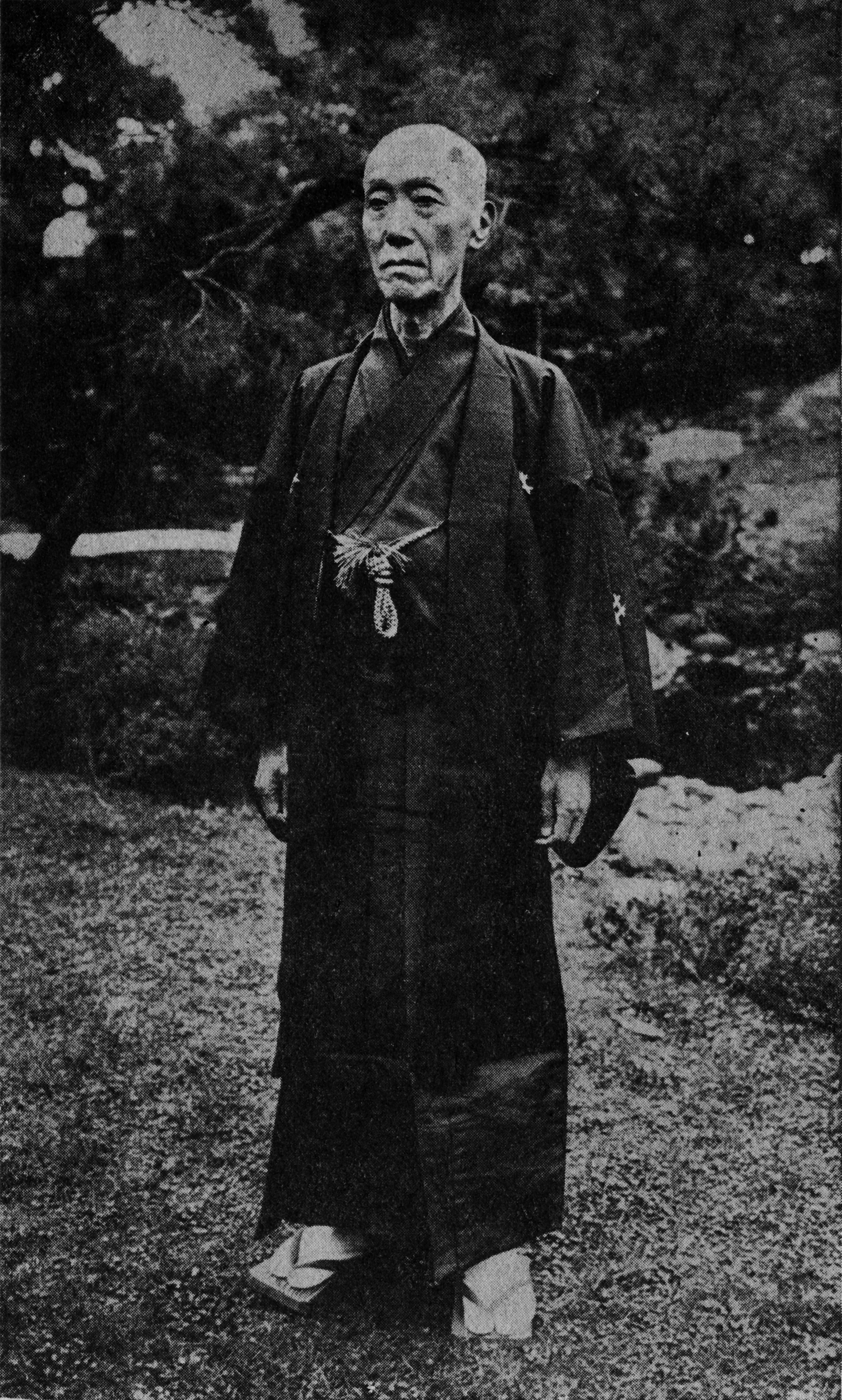
Hōshō Kurō

Hōshō war der zweite Sohn des angesehenen Nō-Schauspielers Hōshō Yagorō Tomoyuki, der zum Lehrer der Familie des Shōgun ernannt wurde. Hierdurch erhielt Hōshō bereits in früher Kindheit staatliche Förderung. Nach dem Tod seines älteren Bruders wurde er siebzehnjährig Oberhaupt der Familie und in sechzehnter Generation Leiter der Hōshō-Schule des Nō-Schauspiels.
Nach der Meiji-Restauration 1868 verlor er seine Position, jedoch ist beispielsweise für das Jahr 1869 ein Auftritt vor dem Prince of Wales überliefert. Bei einem Auftritt 1876 vor dem japanischen Kaiser lernte er den einflussreichen Politiker Iwakura Tomomi kennen, der ihn zu seinem Lehrer machte und förderte. Dies ermöglichte ihm in der Folgezeit Auftritte u. a. mit Umewaka Minoru I. und Sakurama Banma, mit denen er die Kunst des Nō-Schauspiels zu einer letzten Blüte führte. Ab 1893 leitete er als Oberhaupt des Hōshō-Schule die Hōshō-kai (Hōshō-Gesellschaft) zur Bewahrung der Kunst des Nō-Schauspiels. Er förderte Schauspieler wie Sakurama Kintarō und wirkte prägend u. a. auf Matsumoto Nagashi, Noguchi Kanesuke und Kondō Kenzō. 1906 stand er im letzten formellen Nō-Schauspiel Ataka auf der Bühne. Er blieb neben Umewaka Minoru I. (梅若実, 1828–1909) und Sakurama Banma (桜間伴馬, 1835–1917) als einer der „Drei großen Meister“ (明治の三名人, Meiji no Sanmeijin) der Meiji-Zeit bekannt.

## Quelle
- Great Masters of Noh: Hōshō Kurō Tomoharu (1837-1917)